# Richard Padovan
Richard Padovan (nacido en 1935) es un arquitecto, matemático, autor, traductor y profesor del Reino Unido. Descubrió la sucesión de números que lleva su nombre.